# Tiutkiv, Terebovlea
Tiutkiv (în ucraineană Тютьків) este un sat în comuna Darahiv din raionul Terebovlea, regiunea Ternopil, Ucraina.

## Demografie
Componența lingvistică a localității Tiutkiv
     Ucraineană (99,64%)
     Alte limbi (0,36%)
Conform recensământului din 2001, majoritatea populației localității Tiutkiv era vorbitoare de ucraineană (99,64%), existând în minoritate și vorbitori de alte limbi.